# Farkasheringfélék
A farkasheringfélék (Chirocentridae) a csontos halak (Osteichthyes) főosztályának,
a sugarasúszójú halak (Actinopterygii) osztályába, ezen belül a heringalakúak (Clupeiformes) rendjébe tartozó család. 1 nem és 2 faj tartozik a családhoz.

## Rendszerezés
A családba az alábbi nem és fajok tartoznak
- Chirocentrus (Cuvier, 1816) 
  - Dorab-farkashering (Chirocentrus dorab)
  - Chirocentrus nudus